# 耳小骨
耳小骨（じしょうこつ、Ossicles）とは、陸上脊椎動物（四足動物）の中耳内に存在する微小な骨であり、外部から音として鼓膜に伝わった振動を内耳に伝える働きをする。
ほとんどの四足動物では中耳内の小骨は鐙骨のみで構成されるが、哺乳類では鐙骨（あぶみこつ）・砧骨（きぬたこつ）・槌骨（つちこつ）の3個になり、この順に内耳から鼓膜へ繋がる。ただ単に耳小骨といえばこの哺乳類の3個の骨を指すことが多いが、広義には他の四足動物の中耳内小骨（鐙骨または耳小柱）をも指す。

## 耳小骨の種類
- Head：アブミ骨頭
- Neck：アブミ骨頚
- Anterior crus：前脚
- Posterior crus：後脚
- Base：アブミ骨底

### 鐙骨
鐙骨 (あぶみこつ、Stapes) は、脊椎動物が最初に持った耳小骨。元は魚類において上下顎を脳函の内耳直下の位置から懸垂する舌顎骨（hyomandibular）だった。ヒトではまさに鐙の形をしているためこの名が付いた。しかし鐙のように環状になっているのは有胎盤類（異節上目を除く）のみで、基本的な形状は桿状である。槌骨・砧骨を持つ場合でも内耳への接続は鐙骨が受け持つ。内耳がわで鐙骨の振動を受け取る箇所は卵円窓（fenestra ovalis）と呼ばれる。鐙骨には鐙骨筋という小さな筋が付着しており、耳小骨の可動性を制限して強大な音が直接蝸牛に入るのを制限している。鐙骨が環状になっている場合、その輪の中を動脈が通っている。有胎盤類の中で異節上目のみがそのような形質を持っていないことは、異節上目がまず最初にその他の有胎盤類から分岐したとする説の根拠の一つとなっており、アメリカ自然史博物館はその説に従った展示を行っている。異節上目#系統と分類を参照のこと。

#### ヒトの鐙骨
ヒトの鐙骨は人体の中で最小の骨といわれている。

#### 耳小柱
爬虫類や鳥類が持つ鐙骨は特に耳小柱（columella）とよばれることがある。耳小柱は内耳の卵円窓に接する近位部と鼓膜などに接する遠位部に分かれ、遠位の外耳小柱（extracolumella）は軟骨性であり、哺乳類の鐙骨と相同なのは常に骨化する耳小柱近位部であると考えられている。
| ヒトのキヌタ骨 * Body：キヌタ骨体 * Short crus：短脚 * Long crus：長脚 * Lenticular process：豆状突起 |  | ヒトのツチ骨 * Head：ツチ骨頭 * Neck：ツチ骨頚 * Lateral process：外側突起 * Anterior process：前突起 * Manubrium：ツチ骨柄 |
| ヒトのキヌタ骨 - Body：キヌタ骨体 - Short crus：短脚 - Long crus：長脚 - Lenticular process：豆状突起 |  | ヒトのツチ骨 - Head：ツチ骨頭 - Neck：ツチ骨頚 - Lateral process：外側突起 - Anterior process：前突起 - Manubrium：ツチ骨柄 |

### 砧骨
砧骨 (きぬたこつ、Incus) は爬虫類段階の単弓類が哺乳類に進化したときに獲得された新たな耳小骨である。元は哺乳類以外の四肢動物では顎関節の上顎側を構成していた方形骨（quadrate）であった。砧とは衣などをのせて打つ台のことで、Incusとはラテン語で金床のこと。その名の通り槌骨からの振動を受け止める働きをする。

### 槌骨
槌骨 (つちこつ、Malleus) は砧骨と同じく哺乳類になってから新たに獲得された耳小骨である。砧骨・槌骨の片方だけを持つ動物はいない。哺乳類以外の四肢動物の顎関節の下顎側を構成していた関節骨（articular）に由来する。つまり、砧骨と槌骨を結び付ける関節は四肢動物本来の顎関節に相当する。鼓膜の振動を直接受け止める。

## 進化
脊椎動物が水中にいる間は、外部の振動を内耳に伝えることはそうたいした問題ではなかった。空気の千倍の密度の媒体を伝わってきた振動は特別な伝達装置など無くともたやすく内耳に到達できたのである。むしろ、音波が内耳を通り抜けてしまうため、鰾を用いて音をとらえ、聴覚を向上させている硬骨魚も存在する。魚類の中の一派が両生類となって陸上に進出したときに、空気という水とは比べ物にならないくらい希薄な物質の振動を受信する問題が起こった。これを解決したのが空気の振動を受け止めるための特別な膜状構造である鼓膜と、その振動を直接内耳に伝える鐙骨である。内耳の近くにあった噴水孔をふさぐ皮膚が鼓膜に変化したと考えられる。噴水孔は無顎類の鰓孔の痕跡で、咽頭から頭部側面に連絡しており、中耳・エウスタキオ管もこの連絡を保っているため、鼓膜内外の気圧調節に役立っている。噴水孔は軟骨魚類と原始的な硬骨魚類に残る。
鐙骨の元となった舌顎骨は、魚類においてまだ頭蓋と別の構造だった上顎下顎構造（第1咽頭弓）を頭蓋に繋ぎ止める働きを持っていた第2咽頭弓に由来する骨格構造であった。その後、皮骨性骨格要素によって上顎と頭蓋が固着し、下顎も靱帯と顎関節により上顎としっかり結びつくようになり、顎の支持という役割は小さくなった。そしてちょうど頭蓋の耳領域と顎の方形骨とをつないでいた舌顎骨が、内耳と鼓膜とを結びつける役割を果たすようになったと考えられている。
次の大々的な変化は爬虫類の単弓類から哺乳類が進化するときに起こった。本来、上下顎間の関節は、上顎が方形骨、下顎が関節骨からなっていた。しかし単弓類では方形骨と関節骨が縮小し、頭蓋骨からは鱗状骨（squamosal）、下顎からは歯骨（dentary）が関節面に接するようになり、本来の方形骨-関節骨関節の外側同軸に鱗状骨-歯骨関節を形成するようになった。元々単弓類の盤竜類では聴覚があまり発達していなかったらしく、鐙骨は大きく頑丈で、現在のヘビ・ムカシトカゲや祖先の魚類のように方形骨に直接接続していた。そして盤竜類が獣弓類に進化し、両生類や原始的爬虫類では背面近くにあった鼓膜を顎関節付近に移動（もしくは再獲得）させて再度聴覚を発達させる過程において、顎関節という役割をほぼ鱗状骨-歯骨に譲っていた方形骨と関節骨のお互いの関節を維持したまま、あらためて砧骨と槌骨として耳小骨に取り込んだのが哺乳類であると考えられている。つまり盤竜類で行っていた下顎からの振動伝達システムを踏襲して、関節骨-方形骨-鐙骨という伝達経路を引き継いだのが槌骨-砧骨-鐙骨であり、砧骨-槌骨間の関節は爬虫類段階での方形骨-関節骨関節と相同なのである。時に「爬虫類の顎関節は哺乳類の耳に取り込まれた」というような表現がなされるのはこの為である。

## 人工骨
2019年3月13日、南アフリカ共和国のプレトリア大学は、3Dプリンターで製作したツチ骨、キヌタ骨、アブミ骨のチタン製人工骨を、男性に移植することに成功した。

## 関連項目

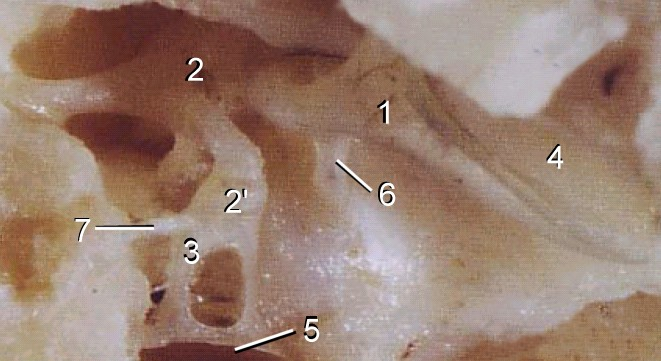
ウシの中耳構造1.槌骨　2.砧骨　2'.砧骨豆状突起　3.鐙骨　4.鼓膜　5.卵円窓　6.鼓膜張筋　7.鐙骨筋